# Nhakatolo
Nhakatolo, ou Nyakatolo, é um título real de nobreza dado à soberana (a linha de sucessão é sempre feminina e matrilinear) dos povos luvales-luenas. O título de realeza é originário das tradições do extinto Reino Lunda, que existiu no centro-sul da África.
A primeira soberana do dos povos luvales foi a rainha Nhakatolo Ngambo, que conseguiu a amizade das entidades coloniais portuguesas, belgas e inglesas no século XIX, fazendo com que seu povo fosse poupado das campanhas de ocupação. A mesma política de entendimento foi prosseguida por suas sucessoras.